# Nicole Fowley
Pour les articles homonymes, voir Fowley.
Pas d'image ? Cliquez ici

a Compétitions nationales et continentales officielles uniquement.

b Matchs officiels uniquement.
Dernière mise à jour le 14 octobre 2024.
Nicole Fowley, née le 23 décembre 1992 à Sligo (Irlande), est une joueuse internationale irlandaise de rugby à XV évoluant aux postes de demi d'ouverture et de centre.

## Biographie
Nicole Fowley naît le 23 décembre 1992 à Sligo en Irlande. Elle joue en 2024 au club du Galwegians RFC et pour la province du Connacht.
Elle cumule, à la fin de l'été 2024, 12 sélections en équipe d'Irlande de rugby à XV quand elle est retenue pour le WXV 1 au Canada.